# Pretty Girls Like Trap Music
Albums de 2 Chainz
Hibachi for Lunch
(2016) The Play Don't Care Who Makes It
Singles
1. Good Drank
Sortie : 20 janvier 2017
2. It's a Vibe
Sortie : 9 mars 2017
3. 4 AM
Sortie : 19 septembre 2017

Pretty Girls Like Trap Music, stylisé Pretty Girls 👍 TRΛP MUSIC, est le quatrième album studio du rappeur américain 2 Chainz, sorti le 16 juin 2017 sur le label Def Jam.

## Liste des titres
| Téléchargement / streaming | Téléchargement / streaming                                      | Téléchargement / streaming                                                                                                   | Téléchargement / streaming               | Téléchargement / streaming | Téléchargement / streaming | Téléchargement / streaming | Téléchargement / streaming | Téléchargement / streaming | Téléchargement / streaming |
| No                         | Titre                                                           | Auteur | Producteur(s)                            | Durée                      |                            |                            |                            |                            |                            |
| -------------------------- | --------------------------------------------------------------- | --- | ---------------------------------------- | -------------------------- | -------------------------- | -------------------------- | -------------------------- | -------------------------- | -------------------------- |
| 1.                         | Saturday Night                                                  | - Tauheed Epps - Michael Williams II - Charles Singleton - Aaron Jackson                                                     | - Mike Will Made It - Ducko Mcfli        | 4:31                       |                            |                            |                            |                            |                            |
| 2.                         | Riverdale Rd                                                    | - Epps - Emmanuel Nickerson - Michael Dean                                                                                   | - Mano - Mike Dean                       | 3:24                       |                            |                            |                            |                            |                            |
| 3.                         | Good Drank (featuring Gucci Mane et Quavo)                      | - Epps - Dean - Radric Davis - Quavious Marshall                                                                             | Dean                                     | 3:45                       |                            |                            |                            |                            |                            |
| 4.                         | 4 AM (featuring Travis Scott)                                   | - Epps - Kevin Gomringer - Tim Gomringer - Shane Lindstrom - Jacques Webster                                                 | - Murda Beatz - Cubeatz                  | 4:15                       |                            |                            |                            |                            |                            |
| 5.                         | Door Swangin                                                    | - Epps - Tyron Douglas | Buddah Bless                             | 3:08                       |                            |                            |                            |                            |                            |
| 6.                         | Realize (featuring Nicki Minaj)                                 | - Epps - Trocon Roberts, Jr. - Onika Maraj                                                                                   | FKi 1st                                  | 3:51                       |                            |                            |                            |                            |                            |
| 7.                         | Poor Fool (featuring Swae Lee)                                  | - Epps - Williams II - Singleton - Dean - Chloe Won - Khalif Brown                                                           | - Mike Will Made It - Ducko Mcfli - Dean | 3:41                       |                            |                            |                            |                            |                            |
| 8.                         | Big Amount (featuring Drake) (bonus)                            | - Epps - Douglas - Marshall Sudderth - Aubrey Graham                                                                         | Buddah Bless                             | 3:11                       |                            |                            |                            |                            |                            |
| 9.                         | It's a Vibe (featuring Ty Dolla Sign, Trey Songz et Jhené Aiko) | - Epps - Lindstrom - Robert Mandell - Tyrone Griffin, Jr. - Tremaine Neverson - Jhené Chilombo                               | - Murda Beatz - G Koop                   | 3:30                       |                            |                            |                            |                            |                            |
| 10.                        | Rolls Royce Bitch                                               | - Epps - Calvin Frazier - Carlton Mays, Jr.                                                                                  | Honorable C.N.O.T.E.                     | 3:59                       |                            |                            |                            |                            |                            |
| 11.                        | Sleep When U Die                                                | - Epps - Douglas | Buddah Bless                             | 3:14                       |                            |                            |                            |                            |                            |
| 12.                        | Trap Check                                                      | - Epps - Douglas - Jay Jenkins - Marquinarius Holmes - Clifford Harris, Jr. - Demetrius Stewart                              | Buddah Bless                             | 3:06                       |                            |                            |                            |                            |                            |
| 13.                        | Blue Cheese (featuring Migos)                                   | - Epps - Marshall - Karl Hamnqvist - Kiari Cephus - Kirsnick Ball                                                            | K Swisha                                 | 5:08                       |                            |                            |                            |                            |                            |
| 14.                        | OG Kush Diet                                                    | - Epps - Roberts, Jr. - Steven Bolden - Dwayne Shippy                                                                        | - FKi - iLL Wayno                        | 4:10                       |                            |                            |                            |                            |                            |
| 15.                        | Bailan (featuring Pharrell) (bonus)                             | - Epps - Pharrell Williams                                                                                                   | Williams                                 | 3:50                       |                            |                            |                            |                            |                            |
| 16.                        | Burglar Bars (featuring Monica)                                 | - Epps - Dean - Salomes Jackson - Gabriel Arillo - Bennie Amey - Joshua Banks - Barbara English - George Kerr - Monica Brown | - M16 - Dean                             | 5:07                       |                            |                            |                            |                            |                            |
| 61:50                      |                                                                 | |                                          |                            |                            |                            |                            |                            |                            |

| CD / LP | CD / LP                                                         | CD / LP | CD / LP | CD / LP | CD / LP | CD / LP | CD / LP | CD / LP | CD / LP |
| No      | Titre                                                           | Durée   |         |         |         |         |         |         |         |
| ------- | --------------------------------------------------------------- | ------- | ------- | ------- | ------- | ------- | ------- | ------- | ------- |
| 1.      | Saturday Night                                                  | 4:31    |         |         |         |         |         |         |         |
| 2.      | Riverdale Rd                                                    | 3:24    |         |         |         |         |         |         |         |
| 3.      | Good Drank (featuring Gucci Mane et Quavo)                      | 3:42    |         |         |         |         |         |         |         |
| 4.      | 4 AM (featuring Travis Scott)                                   | 4:15    |         |         |         |         |         |         |         |
| 5.      | Door Swangin                                                    | 3:08    |         |         |         |         |         |         |         |
| 6.      | Realize (featuring Nicki Minaj)                                 | 3:51    |         |         |         |         |         |         |         |
| 7.      | Poor Fool (featuring Swae Lee)                                  | 3:41    |         |         |         |         |         |         |         |
| 8.      | It's a Vibe (featuring Ty Dolla Sign, Trey Songz et Jhené Aiko) | 3:30    |         |         |         |         |         |         |         |
| 9.      | Rolls Royce Bitch                                               | 3:59    |         |         |         |         |         |         |         |
| 10.     | Sleep When U Die                                                | 3:14    |         |         |         |         |         |         |         |
| 11.     | Trap Check                                                      | 3:06    |         |         |         |         |         |         |         |
| 12.     | Blue Cheese (featuring Migos)                                   | 5:08    |         |         |         |         |         |         |         |
| 13.     | OG Kush Diet                                                    | 4:10    |         |         |         |         |         |         |         |
| 14.     | Burglar Bars (featuring Monica)                                 | 5:07    |         |         |         |         |         |         |         |
| 54:46   |                                                                 |         |         |         |         |         |         |         |         |

Notes
- 4 AM, Blue Cheese 35 OG Kush Diet comprennent des vocales additionnelles de Karl "Special K" Douglas.
- Les titres bonus Big Amount et Bailan n'apparaissent pas dans la version physique.
- Burglar Bars comprend des vocales additionnelles de Louis Farrakhan.